# 클로드루이엑토르 드 빌라르 공작
클로드 루이 엑토르 드 빌라르, 믈룅 자작, 빌라르 후작 겸 공작, 마르티크 공(Claude Louis Hector de Villars, Prince de Martigues, Marquis and Duc de Villars and Vicomte de Melun, 1653년 5월 8일 ~ 1734년 1월 13일)은 프랑스 루이 14세시대 때의 마지막 위대한 장군이며, 프랑스의 군사 역사상 가장 훌륭한 사령관 중 한 명이고, 오직 단 6명의 원수만이 승진한 프랑스 대원수(Marshal General of France) 중 한 명이다.

## 어린 시절
빌라르는 물랭(Moulins; 현재 프랑스 알리에르(Allier) 지방)의 몰락한 귀족 가문-그의 아버지는 외교관 피에르 드 빌라드(Pierre de Villars)-에서 태어났다. 1671년 그는 프랑스군에 입대하여 군단에 배치되었다. 그의 나이 20살 때 프랑스-네덜란드 전쟁 기간 중 벌어진 1673년 마스티리흐트 공성전(Siege of Maastricht)과 그 다음해에 벌어진 피의 세네페 전투(Battle of Seneffe)에서 두각을 나타내 1년 뒤 기병연대 연대장(mestre de camp;대령)으로 승진하였다.
하지만 빌라르의 다음 승진은 튀렌, 대 콩데(The Great Condé)와 뤽상부르 휘하에서 눈부신 활약과 귀족 출신임에도 불구하고 매우 오랜 시간이 걸리게 되었다. 그 이유는 빌라르가 당시 강력한 세력을 가진 루부아(Louvois)와 대립했기 때문이었고, 빌라르가 마침내 육군 소장(maréchal de camp)이 된 것은 1687년이었다.
네덜란드 전쟁의 휴식 기간 사이에 아우크스부르크 동맹(League of Augsburg)이 결성되었고, 빌라르는 바이에른의 궁전에 비공식 사절로 고용되어 자신의 군사적 재능의 조언과 외교관으로써의 재주를 발휘해 바이에른 선제후 막시밀리안 2세 에마누엘의 동료로써 오랫동안 함께 했다.
빌라르는 1690년 프랑스로 돌아와 플랑드르에 있던 군대의 기병대 지휘권을 맡았으나, 얼마안가 대동맹 전쟁이 끝나자 빈의 대사로써 가게 되었다.

## 스페인 왕위 계승 전쟁

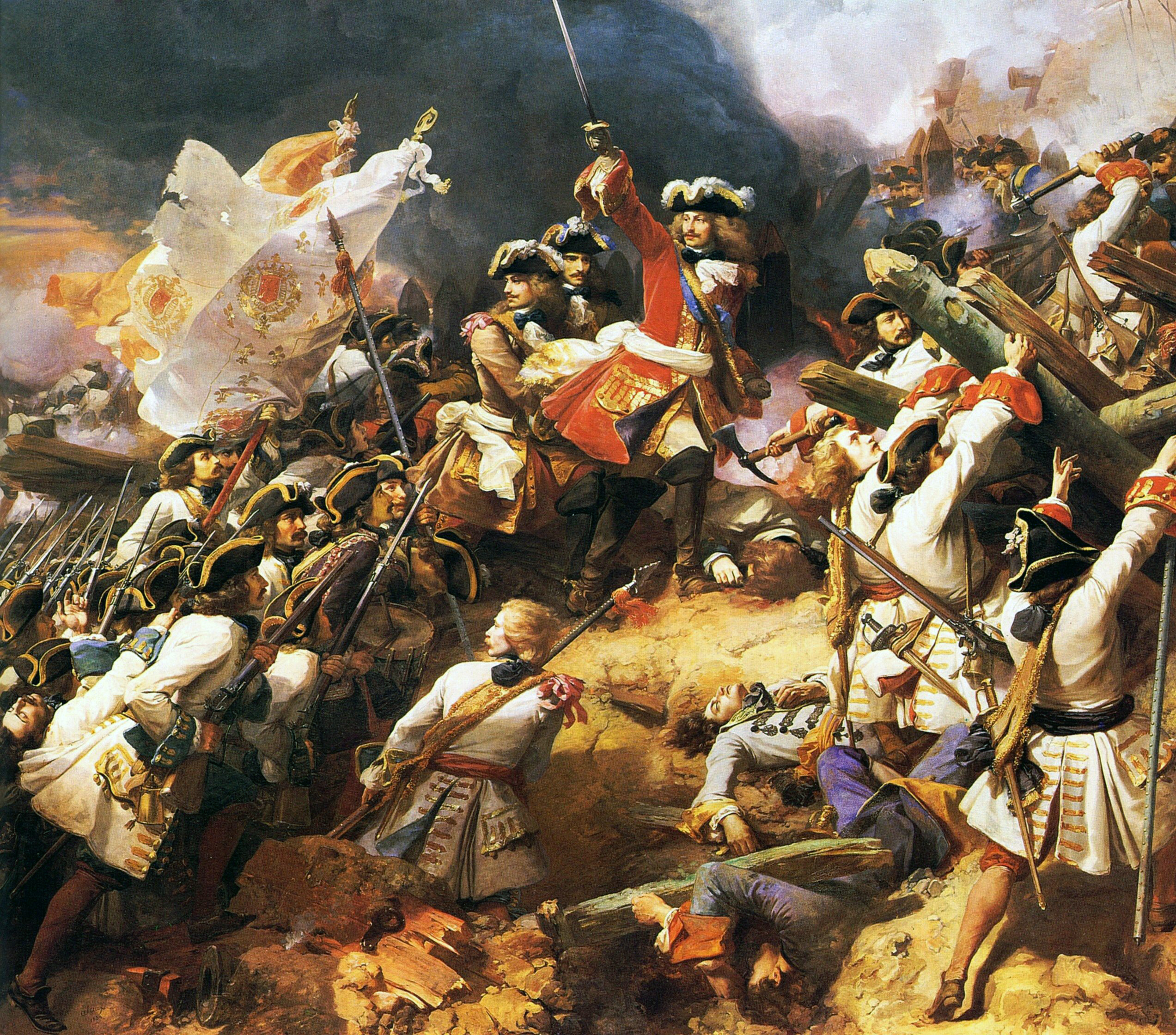
빌라르가 얻은 그의 가장 중요한 승리인 드냉 전투.

빌라르가 지휘한 첫 전투인 프리틀링겐 전투(1702년)와 회흐슈테트 전투(1703년), 마지막으로 드냉 전투(1712년)를 통해 그의 명성은 불멸이 되었다. 프리틀링겐에서 빌라르는 프랑스 원수가 되었고, 그 다음 세벤(Cévennes)에서 반란세력을 진압해 성령 기사단(Saint-Esprit order)과 공작의 작위를 수여 받았다. 프리틀링겐과 회흐슈테트에서 보잘것 없는 승리를 거두었지만, 전역의 향방을 살펴보면 적들에겐 잃어버린 호기라고 기록하였다. 빌라르에게 영예가 시작된것은 1709년 프랑스에서였고, 보기엔 속수무책이지만 자기 방어의 위대한 노력과 분발로 연합군에게 엄중한 피해를 요구했다.
그해 빌라르는 호출되어 북부 국경에 있던 말버러와 사보이 공 외젠을 상대로 주력군의 지휘를 맡았다. 겨울의 비참한 배고픈 기간 동안 식량을 병사들과 나눠가졌다. 전역이 시작되고, 늙은 부플레르 원수의 지원을 받아 그를 지휘하에 둔 빌라르는 훗날 무시무시한 말플라크 전투에서 심각한 부상(무릎에 총알을 맞았다)을 입었고, 그는 왕에게 재기 넘치는 말을 했다: "만약 신께서 폐하의 적들에게 그와 같은 승리(말플라크의 소모적인 승리)를 또 한번 주신다면 그들은 파멸할 것입니다"(If it please God to give your majesty's enemies another such victory, they are ruined)
2개의 전역을 보내며 전투를 통해 침략자의 진격을 간신히 막았으나, 그러나 빌라르의 유명한 네 플레스 울트라(Ne plus ultra) 방어선을 돌파한 말버러의 마지막 작전행동에 의해 방어의 힘은 깨진것처럼 보였다. 그러나 루이의 마지막 노력으로 적의 진영에서 특히 영국의 위대한 지도자를 물러나게 하는 조건으로 비밀리에 협의가 이루어졌고, 빌라르는 말플라크에서의 부상으로 괴로워했음에도 불구하고, 드냉에서 외젠의 허를 찔러 결정적으로 연합군을 패배시켰다. 프랑스는 이 승리를 얻은 뒤 비록 전쟁을 오래끌었음에도 불구하고 다음해 라인에서 빌라르는 란다우를 점령하고, 프라이부르크를 항복시킨 후 외젠 공을 상대로 라슈타트 조약(Treaty of Rastatt)를 체결했다.

## 섭정
섭정시대 빌라르는 눈에띄는 행동과 술책으로 뒤부아 추기경(Cardinal Dubois)의 주요 적대자였으나, 몽모라시의 기억속에서는 오직 반란을 막아 프랑스 총사령관(constable of France)이 된 것밖에는 없었다. 폴란드 왕위 계승 전쟁(1734년)에서 빌라르는 야전에서 마지막 생애를 보내게 되었는데, 예전 튀렌이 받은 것처럼 "국왕의 군대의 대원수"(marshal-general of the king's armies)이란 타이틀을 받았다. 그러나 빌라르는 이미 80세가 넘은 나이였고, 이젠 전쟁보다는 외교를 진지하게 고려하게 되었다. 뒤이어 전역을 벌이기 전 모든 힘과 들떠있던 그의 원기와 에너지는 1734년 1월 13일 투린에서 죽었다.

## 유산
빌라르의 회고록을 본 볼테르는 그를 fanfaron plein d'honneur라고 불렀다. 그는 정말 자화자찬하고 또한 몹시 명예와 부를 탐내었다. 그러나 그는 명예로운 사나이로 숭고한 용기와 정신, 육체, 군인으로써 누구보다도 앞섰기에 18세기 당대와 후대에 그와 어깨를 나란히 할 인물은 모리스 드 삭스와 프로이센의 프리드리히 2세(Frederick II of Prussia)뿐이었다.
그의 회고록은 1734년 일부가 출판되었고, 그 후 신뢰할 수 없는 번역으로 몇번이나 다시 출판되었다. 1884-92년에 보그 후작(Marquis de Vogüé)이 처음으로 완벽하게 편집된 것을 출판했다. 클로드 C.스튀르질의 〈빌라르 원수와 스페인 왕위 계승 전쟁 Marshal Villars and the War of the Spanish Succession〉이 1965년에 유일하게 영어판으로 출간되었다.

## 참조
- 본 문서에는 현재 퍼블릭 도메인에 속한 브리태니커 백과사전 제11판의 내용을 기초로 작성된 내용이 포함되어 있습니다.